# Coronidia hyphasis
Espèce
Synonymes
- Coronis hyphasis Hopffer, 1856

Coronidia hyphasis est une espèce de lépidoptères de la famille des Sematuridae.